# Smithia sensitiva
Smithia sensitiva är en ärtväxtart som beskrevs av William Aiton. Smithia sensitiva ingår i släktet Smithia och familjen ärtväxter. IUCN kategoriserar arten globalt som livskraftig. Inga underarter finns listade i Catalogue of Life.